# 마리 발레리 폰 외스터라이히 여대공
마리 발레리 폰 외스터라이히(독일어: Marie Valerie von Österreich, 본명: 마리 발레리 마틸데 아말리에(Marie Valerie Mathilde Amalie), 1868년 4월 22일 ~ 1924년 9월 6일)는 오스트리아의 여대공이다.

## 생애
헝가리 부더에서 오스트리아-헝가리 제국의 프란츠 요제프 1세 황제와 그의 아내인 엘리자베트 폰 외스터라이히웅가른 황후의 막내 딸로 태어났다. 프란츠 요제프 1세 황제의 자녀들 가운데 유일하게 엘리자베트 황후가 직접 키운 아이였기 때문에 신하들 사이에서는 "하나뿐인 아이"라는 별칭으로 불렀으며 프란츠 요제프 1세 황제가 헝가리와의 화해를 추진하던 과정에서 태어난 아이였기 때문에 "헝가리인 아이"라는 별칭으로 부르기도 했다.
1890년 7월 30일에는 오스트리아 바트이슐에서 오스트리아 대공 프란츠 잘바토어와의 결혼식을 올렸고 1895년 6월 11일에는 남편과 함께 도나우강과 접한 발제궁(Schloss Wallsee)을 구입했다. 과거에 발제궁을 소유했던 알프레트 폰 작센코부르크고타 공작이 발제궁 보수 공사 과정에 참여했고 마리 발레리와 프란츠 잘바토어 대공 부부는 1897년 9월 4일부터 발제궁으로 이주했다.
1900년부터 적십자 후원에 참여하면서 빈곤층을 위한 병원을 설립하는 등 자선 활동에 참여했다. 제1차 세계 대전 시기에는 부상당한 군인들을 치료하기 위한 병원 막사를 설립했다. 1918년에는 합스부르크 왕가가 소유했던 재산에 관한 권한을 포기하는 내용이 담긴 문서에 서명했다. 1924년 9월 6일 림프종으로 인해 사망했다.

## 자녀
마리 발레리는 프란츠 잘바토어 대공 사이에서 4남 6녀를 두었다.
- 엘리자베트 프란치스카 (1892년 ~ 1930년)
- 카를 잘바토어 (1893년 ~ 1918년)
- 후베르트 잘바토어 (1894년 ~ 1971년)
- 헤트비히 (1896년 ~ 1970년)
- 테오도어 잘바토어 (1899년 ~ 1978년)
- 게르트루트 (1900년 ~ 1962년)
- 마리아 엘리자베트 (1901년 ~ 1936년)
- 클레멘스 잘바토어 (1904년 ~ 1974년)
- 마틸데 (1906년 ~ 1991년)
- 아그네스 (1911년 ~ 1911년)